# 金容淑
金容淑（1979年6月12日—），北韓女子花樣滑冰選手。於2003年亞洲冬季運動會獲第四名。2006年代表朝鲜民主主义人民共和国參加冬季奥林匹克运动会，名列27位。
- The People's Korea article